# لوئیجی کاستالدو
لوئیجی کاستالدو (انگلیسی: Luigi Castaldo؛ زادهٔ ۲ مهٔ ۱۹۸۲) بازیکن فوتبال اهل ایتالیا است.
از باشگاه‌هایی که در آن بازی کرده‌است می‌توان به باشگاه فوتبال یووه استابیا، باشگاه فوتبال آنکونا، باشگاه فوتبال آولینو، و باشگاه فوتبال بنونتو اشاره کرد.